# MedienCampus Bayern
Der MedienCampus Bayern e. V. ist ein eingetragener Verein, dessen Vereinsziel es ist, die Medienaus- und -weiterbildung in Bayern zu fördern, neue Ausbildungsmodule zu erstellen und in der Aus- und Fortbildungsinteressenten beratend tätig zu sein. Sitz des Vereins ist München, offizielle Postanschrift die Hochschule Ansbach. Bis 2019 hatte die Federführung der Freistaat Bayern.

## Geschichte
Der MedienCampus Bayern e. V. wurde 1998 als eingetragener und gemeinnütziger Verein von Institutionen im Medienbereich in Zusammenarbeit mit dem Freistaat Bayern gegründet. Träger war bis Oktober 2013 die Bayerische Staatskanzlei, danach das Bayerische Staatsministerium für Wirtschaft und Medien, Energie und Technologie. 2018 und 2019 wurde der MedienCampus Bayern wieder von der Bayerischen Staatskanzlei getragen. Anschließend wurde die seit Gründung bestehende institutionelle Förderung eingestellt.
Im November 2014 wurde der MedienCampus mit der Initiative MedienNetzwerk Bayern zur Stärkung des Medienstandorts Bayern zusammengelegt.
Dem MedienNetzwerk gehören neben dem MedienCampus an das Bayerische Staatsministerium für Wirtschaft und Medien, Energie und Technologie, der Bayerische Rundfunk, die Bayerische Landeszentrale für neue Medien, der FilmFernsehFonds Bayern und die vbw – Vereinigung der Bayerischen Wirtschaft an. Das MedienNetzwerk Bayern betreibt eine Medienstandort-Website und gibt einen Medienkalender heraus. Seit September 2016 ist die Geschäftsstelle des MedienNetzwerks Bayern bei der Bayerischen Landeszentrale für neue Medien angesiedelt.

## Organisation
Der Verein hat 120 Mitglieder.
Vorstandsvorsitzende ist seit 2020 Renate Hermann, Professorin für Multimedia und Kommunikation der Hochschule Ansbach. Stellvertreter sind seit Juni 2021 Sabine Resch von der AMD Akademie Mode & Design, Jeffrey Wimmer von der Universität Augsburg und Michael Busch, Vorsitzender des Bayerischen Journalisten-Verbands.
Von 2014 bis 2017 bestand der Vorstand aus Staatssekretär Franz Josef Pschierer, Andreas Scherer, Vorsitzender des Bayerischen Zeitungsverleger-Verbands, Siegfried Schneider, Präsident der Bayerischen Landeszentrale für neue Medien, und Ulrich Wilhelm, Intendant des Bayerischen Rundfunks. Frühere Vorstandsvorsitzende waren unter anderem die Staatsminister und Staatskanzleichefs Erwin Huber, Eberhard Sinner, Siegfried Schneider, Marcel Huber und Thomas Kreuzer.
Geschäftsführerin ist Karin Ihringer. Vorgänger waren von 2017 bis 2019 Nicole Schwertner, von 2010 bis 2016 Markus Kaiser und bis Ende 2009 die frühere CSU-Kommunalpolitikerin Gabriele Goderbauer-Marchner.

## Veranstaltungen

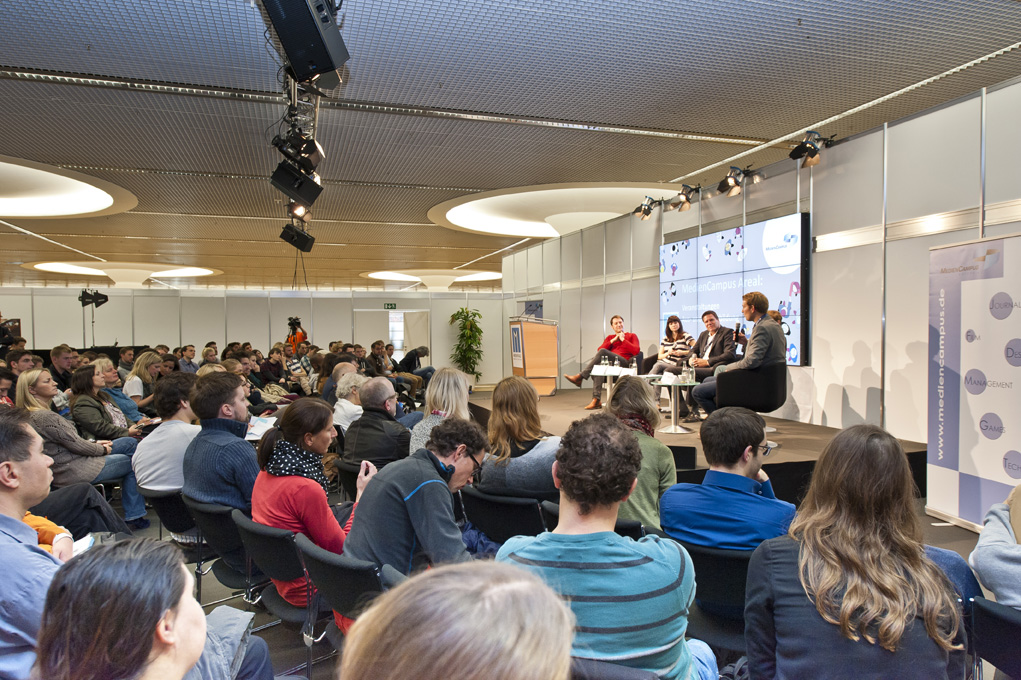
MedienCampus-Areal auf den Medientagen München

Bei den Medientagen München hat der Verein bis 2019 jedes Jahr im Oktober das „MedienCampus-Areal“ mit Diskussionsrunden zur Aus- und Fortbildung im Medienbereich organisiert. Außerdem haben sich im Messezentrum ICM in München die Mitglieder mit Ständen vorgestellt.
Der Verein organisiert Vernetzungsveranstaltungen wie die Jahrestagungen für die bayerischen Medien-Professoren („CampusTag“), die Design-Professoren („DesignCampus“), die Games-Professoren („GamesCampus“) oder die Ausbildungsbeauftragten von Zeitungen und Zeitschriften („VolontariatsCampus“).
Daneben beteiligt sich der MedienCampus Bayern an den Lokalrundfunktagen in Nürnberg. Im Bereich Crossmedia, wo er unter anderem mit Christian Jakubetz, Markus Kaiser und Ralf Hohlfeld die Crossmedia-Arbeitsgruppe Bayern gegründet hat, organisiert er bayernweit Veranstaltungen. Außerdem hat er gemeinsam mit der BayMS, eines früheren Tochterunternehmens der Bayerischen Landeszentrale für neue Medien, „Transforming Media – neue Geschäftsmodelle in der digitalen Welt“ veranstaltet. Im Wintersemester hat er jeweils eine Ringvorlesung Games, im Sommersemester eine Ringvorlesung Design mit Kooperationspartnern angeboten.
Seit dem Jahr 2015 beteiligt sich der MedienCampus an der Munich Creative Business Week (MCBW) mit dem Augmented Reality Day und dem Animation Day. Mit dem Transmedia Day, der vom Bayerischen Filmzentrum organisiert wird, entsteht ein neuer Medienschwerpunkt in der Design-Woche.

## Veröffentlichungen
In der Edition MedienCampus sind fünf Medien-Bücher erschienen, die kostenfrei als PDF heruntergeladen werden können:
- Kaiser, Markus (Hrsg.): Innovation in den Medien. Crossmedia, Storywelten, Change Management, München 2015, ISBN 978-3-9815512-0-4.
- Becker, Sarah/Kaiser, Markus (Hrsg.): Berufe in den Medien. Journalismus, Film, Games, Medientechnik, Management, Theater, Musik, München 2014, ISBN 978-3-9815512-2-8[15]
- Kaiser, Markus (Hrsg.): Ringvorlesung Games. Retro-Gaming, Gamification, Augmented Reality, München 2014, ISBN 978-3-9815512-1-1[16]
- Kaiser, Markus (Hrsg.): Innovation in den Medien. Crossmedia, Storywelten, Change Management, München 2013, ISBN 978-3-9815512-0-4[17]
- Kaiser, Markus (Hrsg.): P-Seminar Medien. Konzepte, Beispiele, Materialien, München 2013, ISBN 978-3-9805604-8-1[18]

## Stipendienprogramm
Der MedienCampus Bayern hat bis zum Jahr 2013 Auslandsstipendien an junge Medienschaffende, insbesondere Studenten, Volontäre, Jungredakteure und junge Filmemacher, in die bayerische Partnerprovinz Québec und nach Hollywood vergeben. Die Teilnehmer haben in einem Kurs vertiefte Einblicke in ihr Metier erhalten und anschließend ein Praktikum in einem renommierten Medienbetrieb oder einer Filmproduktionsgesellschaft absolviert.
Außerdem bietet der MedienCampus gemeinsam mit der Hochschule Ansbach und dem Aus- und Fortbildungskanal afk tv das Stipendium „Eliteförderung Videojournalismus“ an.

## Qualitätssiegel
Der MedienCampus Bayern hat von 2011 bis 2019 Aus- und Fortbildungseinrichtungen im Medienbereich zertifiziert und dafür ein Qualitätssiegel vergeben. Das Verfahren war stark angelehnt an die Akkreditierung von Studiengängen. Der MedienCampus als Studien- und Berufsberatung für die Medienbranche in Bayern wollte damit Schulabgängern und Fortbildungsinteressierten eine Übersicht über qualitativ hochwertige Angebote bieten.
Beim Prüfverfahren stand im Mittelpunkt eine Vor-Ort-Begehung mit zwei externen und unabhängigen Gutachtern. Ein fünfköpfiger Beirat, dem unter anderem Jörg Sadrozinski, der frühere Leiter der Deutschen Journalistenschule angehörten, sowie der MedienCampus-Vorstand entscheiden schließlich über die Vergabe der Siegel.
Das Qualitätssiegel wurde eingestellt, da die Bayerische Staatskanzlei ihre Förderung an den MedienCampus eingestellt hatte.

## Weitere Tätigkeiten
Mit dem Verlag Springer VS betreibt der MedienCampus das Online-Portal MedienWiki.